# Нихоний
Нихоний (на латински: Nihonium, Nh), преди известен под временното название унунтрий (Uut), е 113-ият химичен елемент от група 13 на периодичната система, атомен номер 113, атомна маса [286], най-устойчив изотоп 286Nh. Нихоният е открит и изкуствено синтезиран през 2004 г. от учените от Обединения институт за ядрени изследвания в Дубна.
През февруари 2004 г. са публикувани резултатите от експерименти, провели се от 14 юли до 10 август 2003 г., в резултат на които е получен 113-и елемент. Изследванията са проведени в Обединения институт за ядрени изследвания (в Дубна, Русия) на циклотрон У-400, съвместно с Ливърморската национална лаборатория (САЩ). В тези експерименти в резултат на бомбардировките на америциева мишената с калциеви йони (метод на горещо сливане) са синтезирани изотопи на елемент 115 – три ядра 288Uup и едно ядро 287Uup. Всичките четири ядра в резултат на α-разпад се превръщат в изотопи на елемент 113 (284Uut и 283Uut). Ядрата на елемент 113 претърпяват по-нататъшен α-разпад, превръщайки се в изотопи на елемент 111. Веригата на последователни α-разпади довежда до спонтанно делящи се ядра на елемента 105 (дубний).
През септември 2004 г. група учени от института RIKEN в Япония съобщава за синтез на изотоп на 113-ия елемент 278Uut в количество от един атом. Те използват реакция на студено сливане на ядра на цинк и бисмут. Общо за 8 години японските учени успяват да регистрират 3 раждания на атоми на нихоний: на 23 юли 2004 г., 2 април 2005 г. и 12 август 2012 г. Работната група на IUPAC/IUPAP признава приоритета на японските учени в откритието, тъй като получените от тях леки изотопи на нихония в процеса на своя разпад се превръщали в добре изучени изотопи, в частност 266Bh, докато разпадите на тежките изотопи на нихония, получени по метода на горещото сливане, стават през нови, по-рано ненаблюдавани изотопи.
През юни 2016 г. IUPAC препоръчва елементът да се нарече „нихоний“ (Nihonium, Nh) в чест на един от вариантите на името на Япония – Нихон. След няколкомесечно обсъждане, на 28 ноември 2016 г. IUPAC утвърждава названието „нихоний“ за 113-ия елемент.